# Paco van Moorsel
Paco van Moorsel (Veldhoven, 15 december 1989) is een voormalig Nederlandse voetballer die doorgaans speelde als middenvelder.

## Clubcarrière

### FC Den Bosch
Van Moorsel speelde in de jeugd van RKSV Boxtel, tot hij werd opgenomen in de jeugdopleiding van FC Den Bosch. Hij maakte hiervoor op 29 september 2006 zijn debuut in het betaalde voetbal, tegen Go Ahead Eagles. Vanaf het seizoen 2007/08 maakte hij geregeld minuten voor FC Den Bosch. Op 14 september 2007 maakte hij tegen Helmond Sport de enige goal van de wedstrijd en daarmee zijn eerste goal in het betaalde voetbal. Aan de start van zijn derde seizoen bij Den Bosch was Van Moorsel vaste basisspeler van Den Bosch. Hij speelde 26 wedstrijden dat seizoen en scoorde drie keer.
In het seizoen 2009/10 schoot Van Moorsel Den Bosch richting de promotieplekken. Hij scoorde twee keer in overwinningen tegen MVV Maastricht (6-0), Telstar (4-1) en Fortuna Sittard (3-1). Dat seizoen scoorde hij tien keer en gaf hij vijf assists, maar werd hij door Helmond Sport uitgeschakeld in de eerste ronde van de play-offs om promotie. Een jaar later bereikte Van Moorsel met Den Bosch opnieuw de play-offs, maar ditmaal werd het in de halve finale uitgeschakeld door Excelsior Rotterdam. Zelf was hij dat seizoen goed voor acht goals en twee assists.
In zijn laatste seizoen bij Den Bosch haalde Van Moorsel opnieuw de dubbele cijfers wat betreft doelpunten. Hij bereikte de finale van de play-offs om promotie, waarin hij zelf aanvoerder was, maar verloor van Willem II. In zes seizoenen voor FC Den Bosch kwam Van Moorsel tot 155 wedstrijden, waarin hij goed was voor 32 goals.

### FC Groningen
Vanaf het seizoen 2012/2013 kwam Van Moorsel uit voor FC Groningen. De Groningers legden de middenvelder, die een driejarig contract tekende, transfervrij vast. Hij maakte op 26 september in de KNVB Beker tegen GVVV als invaller zijn debuut. Op 7 oktober beleefde hij tegen Feyenoord als invaller zijn debuut in de Eredivisie. Het bleef beperkt tot tien wedstrijden dat seizoen.

### SC Cambuur
Op 23 juni 2013 maakte Van Moorsel zijn overstap op huurbasis naar promovendus SC Cambuur bekend, uitkomend in de Eredivisie. Voor die club maakte hij op 4 augustus zijn debuut. Op 24 september maakte hij in de KNVB Beker tegen VV Katwijk zijn eerste doelpunt voor de club. Op 22 februari 2014 maakte hij zijn eerste en enige competitiegoal voor Cambuur, in de 1-0 overwinning op Roda JC Kerkrade. Na 25 wedstrijden, twee goals en een assist keerde Van Moorsel terug naar FC Groningen.

### N.E.C.
Daarna verhuurde Groningen Van Moorsel opnieuw, ditmaal aan N.E.C., dat net gedegradeerd was naar de Eerste Divisie. Hij debuteerde op 10 augustus tegen FC Eindhoven met een assist en een 3-1 overwinning. Op 22 augustus scoorde hij zijn eerste goal voor N.E.C. in de 5-1 overwinning op Fortuna Sittard. Na vijf wedstrijden verdween Van Moorsel uit de basisopstelling. Op 23 januari 2015 maakte Van Moorsel na vijf maanden weer eens minuten voor N.E.C. Hij speelde 18 wedstrijden voor N.E.C. en werd kampioen van de Jupiler League. Na zijn verhuurperiode bij N.E.C. besloot FC Groningen om zijn aflopende contract niet te verlengen. 

### Sparta Rotterdam
Op 28 mei 2015 werd bekend dat Van Moorsel voor twee seizoenen had getekend bij Sparta Rotterdam. Daarmee won hij in het seizoen 2015/16 de titel in Eerste divisie, waardoor de club uit Rotterdam-West na zes jaar terugkeerde in de Eredivisie. Daardoor won hij twee seizoenen op rij de titel van de Eerste Divisie. Aan deze had hij met twaalf goals en elf assists in 35 competitiewedstrijden een aanzienlijk groter aandeel. Daarna speelde hij nog twee seizoenen met Sparta Rotterdam in de Eredivisie, wat zijn eindtotaal voor de club bracht op 73 wedstrijden, veertien goals en veertien assists.

### Go Ahead Eagles
Op 10 augustus 2018 tekende Van Moorsel voor één seizoen bij Go Ahead Eagles. Daar speelde hij in alle 38 competitiewedstrijden mee. Daarin was hij goed voor zes goals en drie assists. De finale van de play-offs om promotie, waarin Van Moorsel 90 minuten meedeed, eindigde in een krankzinnige 4-5 nederlaag tegen RKC Waalwijk.

### FC Den Bosch
Het seizoen daarna ging Van Moorsel terug naar FC Den Bosch, de club waar hij zijn loopbaan begon en waar hij aan het einde van seizoen 2020/21 zijn loopbaan beëindigde. Hij speelde nog 49 wedstrijden voor Den Bosch, waarin hij acht keer scoorde. Dat bracht zijn eindtotaal op 201 wedstrijden voor FC Den Bosch, waarin hij veertig keer scoorde en negentien assists gaf. Daarmee staat hij elfde op de ranglijst van all-time meeste wedstrijden voor Den Bosch.

## Carrièrestatistieken
| Seizoen         | Club             | Competitie      | Competitie | Competitie | Beker | Beker | Overig | Overig | Totaal | Totaal |
| Seizoen         | Club             | Competitie      | Wed.       | Dlp.       | Wed.  | Dlp.  | Wed.   | Dlp.   | Wed.   | Dlp.   |
| --------------- | ---------------- | --------------- | ---------- | ---------- | ----- | ----- | ------ | ------ | ------ | ------ |
| 2006/07         | FC Den Bosch     | Eerste divisie  | 2          | 0          | 0     | 0     | 0      | 0      | 2      | 0      |
| 2007/08         | FC Den Bosch     | Eerste divisie  | 24         | 1          | 0     | 0     | 0      | 0      | 24     | 1      |
| 2008/09         | FC Den Bosch     | Eerste divisie  | 25         | 3          | 1     | 0     | 0      | 0      | 26     | 3      |
| 2009/10         | FC Den Bosch     | Eerste divisie  | 34         | 10         | 2     | 0     | 2      | 0      | 38     | 10     |
| 2010/11         | FC Den Bosch     | Eerste divisie  | 24         | 5          | 0     | 0     | 4      | 3      | 28     | 8      |
| 2011/12         | FC Den Bosch     | Eerste divisie  | 30         | 10         | 1     | 0     | 6      | 0      | 37     | 10     |
| 2012/13         | FC Groningen     | Eredivisie      | 7          | 0          | 3     | 0     | 0      | 0      | 10     | 0      |
| 2013/14         | → SC Cambuur     | Eredivisie      | 23         | 1          | 2     | 1     | 0      | 0      | 25     | 2      |
| 2014/15         | → N.E.C.         | Eerste divisie  | 18         | 1          | 0     | 0     | 0      | 0      | 18     | 1      |
| 2015/16         | Sparta Rotterdam | Eerste divisie  | 35         | 12         | 2     | 0     | 0      | 0      | 37     | 12     |
| 2016/17         | Sparta Rotterdam | Eredivisie      | 21         | 2          | 4     | 0     | 0      | 0      | 25     | 2      |
| 2017/18         | Sparta Rotterdam | Eredivisie      | 9          | 0          | 0     | 0     | 2      | 0      | 11     | 0      |
| 2018/19         | Go Ahead Eagles  | Eerste divisie  | 38         | 6          | 1     | 0     | 4      | 0      | 43     | 6      |
| 2019/20         | FC Den Bosch     | Eerste divisie  | 19         | 4          | 1     | 0     | 0      | 0      | 20     | 4      |
| 2020/21         | FC Den Bosch     | Eerste divisie  | 26         | 4          | 1     | 0     | 0      | 0      | 27     | 4      |
| Carrière totaal | Carrière totaal  | Carrière totaal | 335        | 59         | 18    | 1     | 18     | 3      | 371    | 63     |

## Erelijst

### NEC
| Nationaal               |    |         |
| Kampioen Eerste divisie | 1x | 2014/15 |

### Sparta Rotterdam
| Nationaal               |    |         |
| Kampioen Eerste divisie | 1x | 2015/16 |